# Roger Bacon

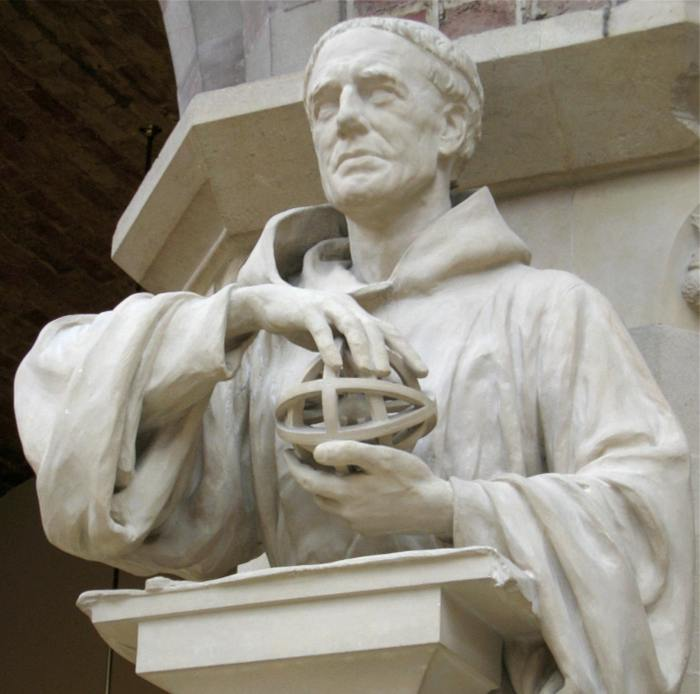
Beeld van Roger Bacon
Henry Richard Hope-Pinker, OUMNH

Roger Bacon (Ilchester, ca. 1214 – Oxford, ca. 1294) was een Engelse geleerde die les gaf aan de universiteiten van Oxford en Parijs en later toetrad tot de religieuze orde van de franciscanen.
Als belangrijke denker van zijn tijd stond hij bekend als Doctor Mirabilis (Lat: "wonderbaarlijke leraar"). Bacon hechtte belang aan het empirisme en is een vroege voorstander van de moderne wetenschappelijke methode genoemd, hoewel hij vertrouwde op de occulte en alchemistische traditie. Hij kende Hebreeuws, Grieks en Arabisch, en was vertrouwd met de filosofische en wetenschappelijke inzichten van de Arabische wereld die toen wetenschappelijk het meest ontwikkeld waren.
Met zijn nieuwe ideeën om in de beeldende kunst Gods Woord aanschouwelijker te maken voor het volk én de (franciscaanse) predikers, middels het gebruik van geometrie, perspectief en door theologen ontworpen programma's, alsmede zijn eisen waaraan de nieuwe kunst moest voldoen, gaf Roger Bacon met zijn 'natuurstijl' de belangrijke aanzet tot de renaissance (wedergeboorte) van de (klassieke) kunst.

## Leven

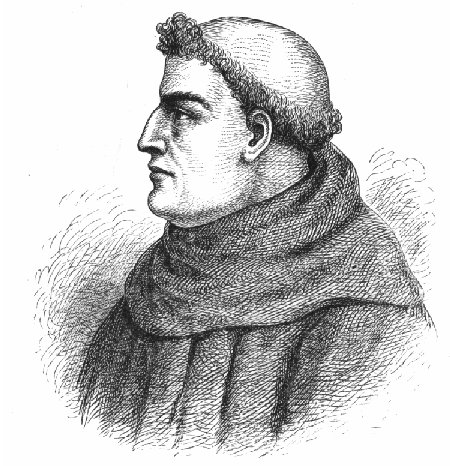
Roger Bacon
(1906), uit Historisk Fysik

Bacon werd geboren nabij Ilchester in Somerset. Zijn familie was welvarend, ook zijn broer ging studeren, maar het familiebezit ging in de woelige tijden onder Hendrik III van Engeland verloren. Ook verschillende familieleden moesten in ballingschap leven. Bacons geboortedatum is alleen gereconstrueerd via enkele aanvechtbare veronderstellingen, aan de hand van een opmerking in Bacons geschriften uit 1267 dat "veertig jaren zijn verstreken sinds ik voor het eerst het alfabet leerde, en al deze jaren, op twee na, heb ik gestudeerd" - dit kan slaan op het voor het eerst naar de universiteit gaan op de toen gebruikelijke leeftijd van 13 jaar of op het leren van het alfabet met een jaar of vijf, wat zijn geboortedatum omstreeks 1222 zou plaatsen.
Hij was niet de oudste zoon. De academische (priester)carrière was in die tijd een natuurlijke en gebruikelijke keuze voor een jongere, niet-ervende zoon van welgestelde grondbezitters.

### Opleiding
De universiteit leidde in die tijd op vanaf wat we nu lagereschoolniveau zouden noemen. Latijn en elementair rekenen zou hij al vóór de universiteit van de dorpspriester geleerd moeten hebben. Al het onderwijs aan de universiteit zelf werd in het Latijn gegeven. Hij leerde dus aanvankelijk waarschijnlijk het normale curriculum van grammatica, logica, en retorica, het trivium. Daarna volgden gewoonlijk meetkunde, rekenen, muziek en astronomie, de vakken van het quadrivium.

### Docent te Oxford en Parijs
Na Bacons studie aan de Universiteit van Oxford doceerde hij aan die universiteit onder andere over Aristoteles, tot ongeveer 1241. In dat jaar reisde hij naar Frankrijk om aan de Universiteit van Parijs (de Sorbonne) les te geven. Tot omstreeks 1240 was daar namelijk het doceren van de leer van Aristoteles een aantal jaren verboden geweest, omdat Aristoteles geen christen was. Toen het verbod werd opgeheven, ging men in Parijs op zoek naar een nieuwe hoogleraar, zodat de jonge Engelse lector Bacon een natuurlijke keus was. De Universiteit van Parijs was toen het centrum van het Europese intellectuele leven. Het onderwijs was zowel in Engeland als in Frankrijk uitsluitend in het Latijn, dus een taalbarrière tussen docent en studenten was er wat dat betreft niet. De colleges begonnen in Bacons tijd in Parijs om 6 uur in de ochtend.

### Onderzoek
Omstreeks 1247 keerde Bacon terug naar Oxford. Bacon trok zich hier terug uit het circuit van geleerden en wijdde zich aan studie van talen en experimenteel onderzoek. Dit werd waarschijnlijk gestimuleerd door het voorbeeld van de enige leraar in Parijs voor wie hij respect had, een zekere Petrus de Maharncuria Picardus, of 'van Picardië'. Waarschijnlijk is dit dezelfde persoon als de wiskundige Petrus Peregrinus van Picardië, van wie wordt vermoed dat hij de auteur is van een manuscript De Magnete dat zich in de Bibliothèque Nationale in Parijs bevindt. Het contrast tussen de onbekendheid van een dergelijke man en de faam die andere jonge doctors genoten, alleen omdat ze vlot van de tongriem waren gesneden, wekte bij Bacon verontwaardiging op.
Hij bestudeerde de wetenschap intensief, waar tot op dat moment niet zoveel van gekomen was. Tijdgenoten vroegen zich af hoe hij bij dergelijke inspanningen gezond kon blijven. Hij gaf een groot deel van het familiekapitaal uit aan dure boeken (die in die tijd met de hand moesten worden gekopieerd) en instrumenten. Hij bestudeerde de werken van Robert Grosseteste, talen, wiskunde, optica en de wetenschappen.

### Franciscaan
Hij trad waarschijnlijk tot de orde van de franciscanen toe in 1253 (na jaren van studie die hem geestelijk en lichamelijk hadden uitgeput). Waarom hij franciscaan werd is onzeker: weliswaar was hij een vroom christen, maar franciscanen mochten op grond van hun gelofte van armoede geen persoonlijk bezit hebben. Hij had natuurlijk wel toegang tot de franciscaner bibliotheek. Wellicht was hij zodanig verarmd dat hij daarom wel een middel van bestaan moest zoeken. Misschien meende hij als lid van de orde ook meer bescherming te kunnen krijgen voor zijn meer onorthodoxe ideeën.
De twee grote orden, die van de franciscanen en die van de dominicanen waren beide nog jong (de franciscanen werden opgericht in 1209, de dominicanen in 1216) en bezig zich een vooraanstaande rol in theologische discussies te verwerven. Alexander van Hales was de eerste theoloog van de franciscanen die in Parijs mocht doceren, terwijl de dominicanen konden bogen op Albertus Magnus en Thomas van Aquino.

### Strafoverplaatsing
De intellectuele vermogens van Bacon werden al vlug onderkend, en hij was bevriend met eminente tijdgenoten als Adam de Marisco en Robert Grosseteste, bisschop van Lincoln. In 1256 werd Richard van Cornwell echter hoofd van de wetenschappelijke afdeling van de franciscanen in Engeland. Bacon was zeer kritisch geweest over diens ideeën en hij werd dan ook korte tijd later overgeplaatst naar een klooster in Frankrijk. Dit gebeurde zeer tegen zijn zin: "Ze dwongen me met onzegbaar geweld om hun wil te gehoorzamen". Tien jaar lang kon hij alleen schriftelijk contact met de buitenwereld hebben.
Hij wijdde zich aan de hervorming van de kalender, maar zijn voorstellen hiertoe werden genegeerd. (Toen de kalender 300 jaar later aangepast werd volgens de door hem al aangegeven lijnen werd zijn naam evenmin genoemd). Hij kon in Frankrijk wel lesgeven in de wiskunde.

### PublicatiesOpus majus,Opus minusenOpus tertium
Bacon wendde zich in 1264 tot kardinaal Guy le Gros de Foulques, die zich voor zijn ideeën interesseerde en hem vroeg een uitgebreide verhandeling op schrift te stellen. Bacon aarzelde aanvankelijk. Het was franciscanen niet toegestaan met werken buiten de orde in de openbaarheid te treden zonder speciale toestemming, en hij had al conflicten met zijn meerderen.
De kardinaal werd echter in 1265 gekozen tot paus Clemens IV en stimuleerde Bacon in een brief van 22 juni 1266 dit verbod te negeren en het werk in het geheim te schrijven. Bacon liet de brief aan zijn superieuren zien, en schreef. Hij stuurde het resultaat, het Opus Majus (Groot werk), een snel ontstane verhandeling van 843 bladzijden over de wetenschappen (grammatica, logica, wiskunde, natuurkunde en filosofie) in 1267 aan de paus. In hetzelfde jaar verscheen er onder de titel Opus Minus (Klein werk) een samenvatting van de hoofdgedachten uit het eerdere werk. In 1268 stuurde hij een derde werk (Opus tertium) naar de paus, die echter in datzelfde jaar overleed. Het Opus Majus is wel in Rome aangekomen (afgeleverd door een vertrouwde koerier die John heette en die een favoriete leerling van Bacon was), maar of paus Clemens IV het nog heeft gezien is onzeker.
In de inleiding van deel vier van zijn Opus Majus over geometrie en perspectief stelt Bacon eisen aan een nieuwe beeldende kunst, om het Gods Woord aanschouwelijker te maken voor het volk én de (franciscaner) predikers. Hij beveelt de theologen John Peckham en Witolo aan, omdat zij als enigen in staat zouden zijn het beeldvlak ruimtelijker in te delen en 'programma's' te ontwerpen. De aanbevelingen werden ter harte genomen en na een eerste proef in Rome werden de beroemde fresco's in de San Francesco in Assisi geschilderd, waarvan Giotto de bekendste schilder is. Met Giotto is de Renaissance in de schilderkunst aangebroken, maar het was Roger Bacon, die met het baanbrekende plan kwam.

### Kritiek
De wetenschappelijke opleiding die Bacon had genoten had hem de feilen van de toenmalige academische discussies en methoden getoond. Aristoteles was alleen maar uit slechte vertalingen bekend. Geen van de professoren wilde Grieks leren. Hetzelfde gold voor de Heilige Schrift. De natuurwetenschap was niet empirisch maar steunde eerder op traditionele gezagsargumenten, hoewel Bacons tijdgenoot Albertus Magnus ook hoge waarde hechtte aan eigen waarneming. In het Opus Minus en Opus Tertium steekt hij een tirade af tegen Alexander van Hales en een andere professor die volgens hem hun kennis hebben opgedaan door anderen te onderwijzen.

### Weer gevangen
Bacon, die zijn mening nooit onder stoelen of banken stak, altijd zei wat hij dacht en bestreed met wie hij het niet eens was, viel weer in ongenade en werd later zelfs door de franciscaner orde voor de tweede keer gevangengezet in 1278, toen zijn verspreiding van Arabische alchemie (en ongetwijfeld ook zijn protesten tegen de onwetendheid en immoraliteit van de clerus) leidden tot beschuldigingen van hekserij. Hij bleef meer dan tien jaar gevangen in een klooster in Ancona, waar zelfs zijn bewakers niet met hem mochten spreken, uit angst dat hij ze met zijn ideeën zou besmetten, tot hij op voorspraak van Engelse edelen werd vrijgelaten.

### Overlijden
Hij stierf rond of in 1294, en ondanks zijn bijnaam onder zijn tijdgenoten van doctor mirabilis had hij geen belangrijke leerlingen of navolgers en werd hij al snel voor lange tijd vergeten.

## Werken
Hij was een van de belangrijkste intellectuelen van zijn tijd, en misschien van alle tijden. Ondanks alle tegenslagen en ontmoedigingen die hem ten deel vielen, deed hij vele ontdekkingen, en anticipeerde hij op vele andere.

### Wetenschappelijke methode
Hij wees het blindelings volgen van autoriteit af, zowel in de theologie als in de natuurwetenschap.
Hij was een hartstochtelijk voorstander van de experimentele methode om dingen over de wereld te ontdekken en beoefende die ook zelf, hoewel veel door hem beschreven experimenten niet door hemzelf zijn uitgevoerd.

### Theologie
In zijn geschriften pleit Bacon voor een hervorming van de theologische studie. Er moest minder nadruk worden gelegd op het gekibbel over kleine filosofische punten en meer worden teruggegaan op de Bijbel, en theologen dienden de talen waarin deze oorspronkelijk was gesteld grondig te leren beheersen. Hij sprak zelf vloeiend een aantal talen en klaagde herhaaldelijk over de mishandeling van de heilige geschriften en die van de Griekse filosofen door vele vertaalfouten en verkeerde interpretaties. Daarnaast beval hij alle theologen aan de wetenschap goed te bestuderen en deze in het normale universitaire curriculum op te nemen.

### Optica
Zijn belangrijkste natuurkundige werk bestaat uit het toepassen van de meetkunde op de wetenschap van het licht, de optica. Hij was hierdoor beïnvloed door het werk van de Arabische wetenschapper al-Haytham. Hij was de eerste die schreef over het spectrum van het licht zoals dat zichtbaar werd in een glas water, eeuwen voor Isaac Newton ontdekte dat stukken glas (prisma's) wit licht uiteen konden rafelen en weer samenvoegen. Hij mat de hoek van een regenboog met grote nauwkeurigheid. Hij vond 42 graden voor de hoek van de regenboog.

### Natuurwetenschap en techniek
Zijn Opus Majus gaat over onder meer wiskunde, optica en alchemie. Hij was de eerste Europeaan die gedetailleerd de fabricage van zwart buskruit beschreef (1242). Verder beschrijft hij de positie en grootte van hemellichamen - de afstand tot de sterren schat hij op 130 miljoen mijlen. Hij loopt vooruit op latere uitvindingen zoals de microscoop, de telescoop, de bril, vliegmachines en stoomschepen. De aarde was volgens hem bolvormig, zodat men rond zou kunnen zeilen. Bacon was van plan een uitvoerige encyclopedie te schrijven, en het Opus Majus is hiervan eigenlijk een aanzet, maar alleen fragmenten hiervan zijn ooit verschenen.

### Alchemie
Roger Bacons besprekingen van alchemie zijn verspreid in zijn werk. In zijn Radix Mundi behandelt hij alchemistische thema's als de theorie van Aristoteles over het ontstaan van metalen en Gebers sulfer-mercurium theorie in hoofdstuk 37 (over de herkomst en samenstelling van metalen en mineralen). Hij doet dat op een opvallend heldere wijze, zonder gebruikmaking van alchemistisch jargon. In hoofdstuk 38 en 39 van Radix Mundi geeft hij een gedetailleerde beschrijving van het alchemistische proces en de aanwending van mercurium (kwik) voor het zuiveren van metalen.

### Astrologie
Bacon bestudeerde in samenhang met de alchemie de astrologie en geloofde dat de hemellichamen invloed hadden op het lot en de geest van de mensen. In zijn Opus Majus wijst hij de wiskunde aan als sleutel tot vermeerdering van kennis, en de astronomie/astrologie zou die rol vervullen bij menselijke zaken. Hoewel hij vrije wil voorstond, hield hij er wat betreft de astrologie toch een deterministisch standpunt op na, gebaseerd op de Introductorium Maius in Astronomiam van de islamitische autoriteit op gebied van astrologie, Abu Ma'shar al-Balkhi (Albumasar), Al Kindi's De radiis, en het Centiloquium van de Pseudo-Ptolemaeus (Ahmed Ibn Yusuf). De invloed van hemellichamen op het lichaam en de geest van de mens paste ook in zijn theorie van de 'universele straling' die overal in de natuur aanwezig was.

### Kalender
Hij schreef een kritiek op de juliaanse kalender die toen nog in gebruik was. Hij stelde een hervorming voor, die genegeerd werd.

### Voynichmanuscript
Bacon is lange tijd gezien als de mogelijke auteur van het geheimzinnige Voynichmanuscript, een anoniem, versleuteld en nog altijd niet ontcijferd middeleeuws werk over uiteenlopende natuurwetenschappelijke onderwerpen. Er bestaat echter veel onduidelijkheid over dit auteurschap.

## Citaat
Et harum scientiarum porta et clavis est Mathematica.(Wiskunde is de deur en sleutel van de(ze) natuurwetenschappen.)
— Roger Bacon, Opus Majus

## Bacon in de populaire cultuur
- Een fantasieversie van Bacon verschijnt in het computerspel Shadow hearts.
- Oudere schrijvers hebben zich tot Bacon aangetrokken gevoeld als voorbeeld van een wijze en subtiele bezitter van verboden kennis, verwant aan Dr. Faust. Er is rond zijn figuur een aantal legenden en onverifieerbare verhalen ontstaan, zoals dat hij een geelkoperen sprekend hoofd maakte dat iedere vraag kon beantwoorden. Dit is een centraal thema in het toneelstuk Broeder Bacon en Broeder Bungay, omstreeks 1589 geschreven door Robert Greene.
- Het boek De naam van de roos van de Italiaanse schrijver en hoogleraar semiotiek Umberto Eco verwijst naar Bacon. De hoofdpersoon William van Baskerville spreekt over Bacon als zijn 'leraar' en zinspeelt op zijn uitvindingen.
- De meest uitgebreid en toegankelijke beschrijving van het leven en de tijden van Roger Bacon is te vinden in het boek Doctor Mirabilis dat in 1964 door de sciencefictionschrijver James Blish werd gepubliceerd. Het is het tweede boek van Blish zijn quasireligieuze trilogie After such knowledge en is een complete, soms autobiografisch getinte vertelling van Bacons leven en zijn worsteling om een 'Universele Wetenschap' te ontwikkelen. Hoewel het boek berust op wetenschappelijk onderzoek, met veel referenties, waaronder een ruim gebruik van Bacons eigen geschriften, is het boek geschreven als een roman, en Blish zelf kenschetst het als 'fictie' of 'een visioen'.
- Roger Bacon speelt voorts een rol in het derde deel (Navigator, Londen, Gollancz, 2007) van de romanreeks Time's Tapestry van de Britse SF-auteur Stephen Baxter. Baxter gebruikt daarbij creatief diverse hiaten in de levensloop van Bacon.
- In de Nederlandse literatuur speelt Bacon een belangrijke rol in de historische roman Rubroeks Reizen van Willy Spillebeen (Davidsfonds Leuven, 2009) als vriend en medebroeder van de ontdekkingsreiziger en kruisvaarder Willem van Rubroek. Door hun vriendschap wordt Rubroek verbannen naar Akko.